# Flacourtia mollipila
Flacourtia mollipila är en videväxtart som beskrevs av Herman Otto Sleumer. Flacourtia mollipila ingår i släktet Flacourtia och familjen videväxter. Inga underarter finns listade i Catalogue of Life.